# Giorgio Sereni
Giorgio Sereni (Luzzara, 3 settembre 1935 – Venezia, 6 ottobre 2010) è stato un allenatore di calcio e calciatore italiano, di ruolo terzino.

## Biografia
È morto il 6 ottobre 2010 all'età di settantacinque anni a Venezia.
Il figlio Matteo è stato anch'egli calciatore, giocava nel ruolo di portiere.

## Caratteristiche tecniche
Giocava come terzino.

## Carriera

### Giocatore
Cresciuto nel Luzzara, squadra della sua città natale, nel 1955 passa alla Reggiana in Quarta Serie, con la quale conquista il ruolo da terzino titolare fin dalla prima stagione e ottiene una promozione in Serie C, restando con gli amaranto anche la stagione successiva. Nell'estate 1957 passa quindi al Palermo, appena retrocesso dalla Serie A.
In Sicilia, dopo un anno di apprendistato (13 presenze nella stagione 1957-1958), a partire dall'annata 1958-1959, quando disputa tutte le partite del campionato cadetto, che i rosanero chiudono al secondo posto con conseguente promozione in massima serie, diventa una delle colonne difensive della formazione palermitana, disputando tre campionati di Serie A ed altrettanti di Serie B, conquistando l'ottavo posto nella stagione 1961-1962, annata in cui Sereni realizza il primo dei due suoi gol in massima serie, nel successo interno contro l'Atalanta. Nella stagione 1961-1962 perde il posto da titolare in favore di Tarcisio Burgnich dopo un infortunio.
Nel 1963, dopo la retrocessione in Serie B dei siciliani, Sereni si trasferisce al Padova, dove resta fino a fine carriera disputando sei campionati di seconda serie, e raggiungendo la finale di Coppa Italia 1966-1967, per abbandonare l'attività agonistica nel 1969 dopo le retrocessione dei veneti in Serie C.
In carriera ha totalizzato complessivamente 93 presenze e 2 reti in Serie A e 261 presenze ed una rete in Serie B.

### Allenatore

Giorgio Sereni ai tempi del Padova.

Inizia nel 1969 con il Venezia sesto in Serie C1. Per due anni farà poi l'allenatore in seconda alla Reggiana, prima di accettare la guida del Parma portato nella stagione 1972-1973 in Serie B giungendo capolista del proprio girone. L'anno dopo lo stesso Parma arriva quinto fra i cadetti e l'entusiasmo nell'ambiente parmigiano è notevole perché si può cercare il doppio salto verso la Serie A. La stagione 1974-1975 si rivela però molto triste in quanto verrà prima esonerato dai ducali e anche squalificato per due anni a seguito di un tentativo di combine.
La riscossa personale avviene con la promozione in Serie A ottenuta con il Catanzaro nella stagione 1977-78, anche se sarà l'ultima della sua carriera e che non gli varrà la riconferma per la stagione successiva
Nel 1978-79 viene esonerato dal Rimini in Serie B, l'anno dopo riceve il benservito dal Foggia Calcio in Serie C1. Sulla sua strada ritrova il Parma in Serie C1 nella stagione 1980-1981 e ottiene un tredicesimo posto, come l'anno successivo col Rende. Nella stagione 1982-1983 è invece terzo alla guida del Campania.
Riprende il filo con la Serie B, ma l'esperienza con il Padova si rivelerà un fiasco, dato che in Veneto si era lontani dall'obiettivo prefissato di puntare con decisione alla Serie A. Nel 1984 quindi ritorna al Campania in Serie C1, per proseguire il resto della carriera nelle serie minori.

## Palmarès

### Giocatore

#### Competizioni nazionali
- IV Serie: 1

Reggiana: 1955-1956

### Allenatore

#### Competizioni nazionali
- Serie C: 1

Parma: 1972-1973
Catanzaro serie A